# Frotey-lès-Lure
Frotey-lès-Lure és un municipi francès situat al departament de l'Alt Saona i a la regió de Borgonya - Franc Comtat. L'any 2007 tenia 607 habitants.

## Demografia

### Població
El 2007 la població de fet de Frotey-lès-Lure era de 607 persones. Hi havia 227 famílies, de les quals 43 eren unipersonals (23 homes vivint sols i 20 dones vivint soles), 78 parelles sense fills, 98 parelles amb fills i 8 famílies monoparentals amb fills.
La població ha evolucionat segons el següent gràfic:
Habitants censats

### Habitatges
El 2007 hi havia 258 habitatges, 238 eren l'habitatge principal de la família, 4 eren segones residències i 16 estaven desocupats. 242 eren cases i 13 eren apartaments. Dels 238 habitatges principals, 201 estaven ocupats pels seus propietaris, 32 estaven llogats i ocupats pels llogaters i 5 estaven cedits a títol gratuït; 3 tenien dues cambres, 20 en tenien tres, 57 en tenien quatre i 158 en tenien cinc o més. 190 habitatges disposaven pel capbaix d'una plaça de pàrquing. A 91 habitatges hi havia un automòbil i a 136 n'hi havia dos o més.

### Piràmide de població
La piràmide de població per edats i sexe el 2009 era:
| Homes | Edats   | Dones |
| ----- | ------- | ----- |
| 0     | 95 o +  | 0     |
| 0     | 90 a 94 | 0     |
| 4     | 85 a 89 | 8     |
| 4     | 80 a 84 | 0     |
| 0     | 75 a 79 | 4     |
| 16    | 70 a 74 | 20    |
| 8     | 65 a 69 | 8     |
| 12    | 60 a 64 | 16    |
| 12    | 55 a 59 | 12    |
| 16    | 50 a 54 | 16    |
| 20    | 45 a 49 | 20    |
| 16    | 40 a 44 | 16    |
| 32    | 35 a 39 | 12    |
| 24    | 30 a 34 | 24    |
| 12    | 25 a 29 | 8     |
| 16    | 20 a 24 | 4     |
| 12    | 15 a 19 | 24    |
| 20    | 10 a 14 | 20    |
| 20    | 5 a 9   | 20    |
| 28    | 0 a 4   | 16    |

## Economia
El 2007 la població en edat de treballar era de 397 persones, 303 eren actives i 94 eren inactives. De les 303 persones actives 276 estaven ocupades (145 homes i 131 dones) i 28 estaven aturades (11 homes i 17 dones). De les 94 persones inactives 41 estaven jubilades, 24 estaven estudiant i 29 estaven classificades com a «altres inactius».

### Ingressos
El 2009 a Frotey-lès-Lure hi havia 240 unitats fiscals que integraven 628 persones, la mediana anual d'ingressos fiscals per persona era de 19.527 €.

### Activitats econòmiques
Dels 21 establiments que hi havia el 2007, 1 era d'una empresa alimentària, 8 d'empreses de construcció, 7 d'empreses de comerç i reparació d'automòbils, 2 d'empreses de transport, 1 d'una empresa d'hostatgeria i restauració i 2 d'empreses de serveis.
Dels 8 establiments de servei als particulars que hi havia el 2009, 1 era un taller de reparació d'automòbils i de material agrícola, 2 paletes, 3 fusteries i 2 lampisteries.
L'únic establiment comercial que hi havia el 2009 era una fleca.
L'any 2000 a Frotey-lès-Lure hi havia 7 explotacions agrícoles que ocupaven un total de 282 hectàrees.

## Poblacions més properes
El següent diagrama mostra les poblacions més properes.